# Pika de Kozlov
Ochotona koslowi
Espèce
Synonymes
- Ochotona (Conothoa) koslowi (Büchner, 1894)[2]

Statut de conservation UICN

 EN B1ab(iii) : En danger
Le pika de Kozlov (Ochotona koslowi) est une espèce de la famille des Ochotonidae. Ce pika est considéré comme étant une espèce en danger.